# Dialeurodes sheryli
Dialeurodes sheryli là một loài côn trùng cánh nửa trong họ Aleyrodidae, phân họ Aleyrodinae.
Dialeurodes sheryli được miêu tả khoa học đầu tiên bởi P.M.M. David năm 2000.